# Nissan (île)
Pour les articles homonymes, voir Nissan (homonymie).
Située dans l'Ouest de l'océan Pacifique, Nissan (également Green) est la plus grande des îles Green, en Papouasie-Nouvelle-Guinée, à 70 km de l'île Buka. L'île a aussi été dénommée d'après l’officier de marine britannique sir Charles Hardy. Des îles australiennes portent un nom similaire.
En 2000, la population est d'environ 4 700 habitants.